# THEMIS
THEMIS je kosmická mise zaměřená na studium fenoménů známých jako subbouře, při nichž se uvolňuje energie ze zemské magnetosféry. Mise sestává z pěti identických družic, umístěných na silně eliptických drahách. Všechny družice byly vyneseny společně raketou Delta II 17. února 2007 ze startovacího komplexu 17 na Mysu Canaveral. Název THEMIS je akronymem z Time History of Events and Macroscale Interactions during Substorms a také je to jméno bohyně z řecké mytologie. Mise patří do programu Explorer a jednotlivé družice nesou názvy THEMIS A až THEMIS E respektive Explorer 85 až Explorer 89.

## Popis

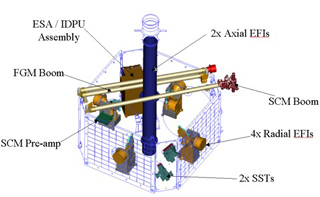
Rozmístění přístrojů na sondě THEMIS

Družice postavila firma Swales Aerospace z Beltsville v Marylandu. Koordinátorem vědeckého vybavení je Space Science Laboratory z University of California v Berkeley v Kalifornii, která je též provozovatelem pro NASA Headquarters, Science Mission Directorate, Washington, DC.
Družice je stabilizována rotací 16 ot/min a má tvaru pravidelného nízkého čtyřbokého hranolu o rozměrech 0,84×0,84×0,51 metru se zkosenými vertikálními hranami. Boční stěny a částečně i podstavy jsou pokryty fotovoltaickými GaAs články, které dodávají 41,5 wattů (na počátku života), resp. minimálně 40,35 W elektrické energie (na konci aktivního života) a dobíjejí lithium-iontové akumulátorové baterie s kapacitou 12 Ah.
Na palubě jsou umístěny následující vědecké přístroje:
- EFI (Electric Field Instrument) – přístroj pro studium elektrických polí detekující změny intenzity pole. Přístroj pracuje na frekvence 1 Hz až 400 kHz. V rovině rotace družice jsou umístěny dvě 20 metrů dlouhé drátové antény s kulovými senzory na koncích a na podstavách jsou dvě pětimetrové tyčové antény.

- FGM (Flux Gate Magnetometr) – indukční tříosý magnetometr pro měření intenzity magnetického pole pozadí a jeho nízkofrekvenčních fluktuací. Měří frekvence frekvence do 64 Hz s citlivostí 0,01 nT a absolutní přesnost ±1 nT. Přístroj je zavěšen na výklopné tyči o délce 2 metry.

- SCM (Search Coil Magnetometer) – cívkový tříosý magnetometr pro měření nízkofrekvenčních fluktuací magnetického pole a vln v plazmatu. Přístroj je zavěšen na výklopné tyči o délce 1 metr a měří frekvence 0,1 Hz až 4 kHz s citlivost 0,5 pT/Hz1/2 při 10 Hz.

- ESA (Electrostatic Analyzer) – elektrostatický analyzátor plazmatu pro detekci termálních elektronů a iontů. Měří částice s energií 3 eV až 30 keV.

- SST (Solid State Telescope) polovodičový dalekohled pro detekci supratermálních iontů a elektronů a jejich prostorové distribuce. Je citlivý na částice s energií 25 keV až 6 MeV a má časové rozlišení 10 sekund.

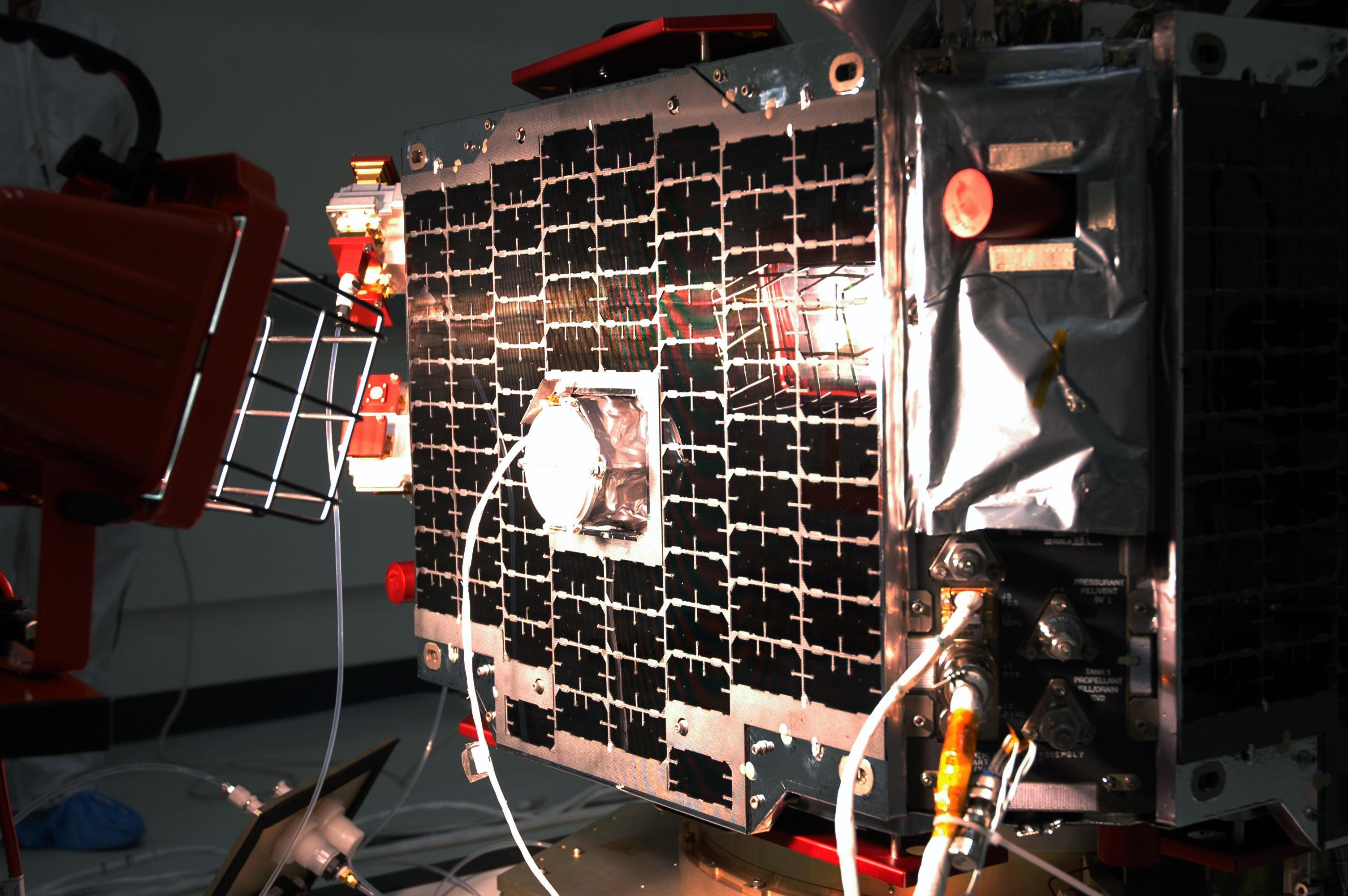
Jedna z družic během testu solárních panelů.

Vědecké přístroje družice jsou řízeny počítačem IDPU (Instrument Data Processing Unit), vybaveným pamětí s kapacitou 256 Mbyte k ukládání naměřených dat. Služební systémy řídí počítač BAU (Bus Avionics Unit). Telemetrický systém pracuje v pásmu S (2,2825 GHz, výkon 5 wattů, rychlost přenosu 1,024 kbit/s až 1,048576 Mbit/s). Povelový systém pracuje v pásmu S (2,1018 GHz, rychlost přenosu 1 kbit/s). Orientační systém využívá pro zjišťování osy rotace a fáze rotace sluneční senzor MSSS (Miniature Spinning Sun Sensor) a polovodičový inerciální měřící systém tvořený dvěma jednoosými úhloměrnými gyroskopy IRU (Inertial Reference Unit) . Pro přibližnou a krátkodobou kontrolu orientace zejména před motorickými manévry slouží 2 záložní úhloměrné gyroskopy. Pro korekce dráhy a udržování stabilní orientace osy rotace jsou družice vybaveny 4 motorky (2 axiální a 2 radiální) každý o tahu 4,4 N na jednosložkové kapalné pohonné látky. Jako palivo je použit hydrazin, jehož celkový objem na každé z družic je 49 kg. Zásoba paliva je uložena ve dvou kulových nádržích a vystačí na manévry o celkovém delta-v (celková změna rychlosti) 940 m/s.
Hlavní řídicí středisko a pozemní stanice BGS (Berkeley Ground Station) se nacházejí v areálu University of California. Záložní pozemní stanice WGS (Wallops Ground Station) se nachází v areálu střediska NASA Wallops Flight Facility. Doplňující pozemní stanice sítě USN (Prioranet) provozované společností Universal Space Network se nacházejí u South Point na havaji a u městečka Dongara v Austrálii.

## Mise

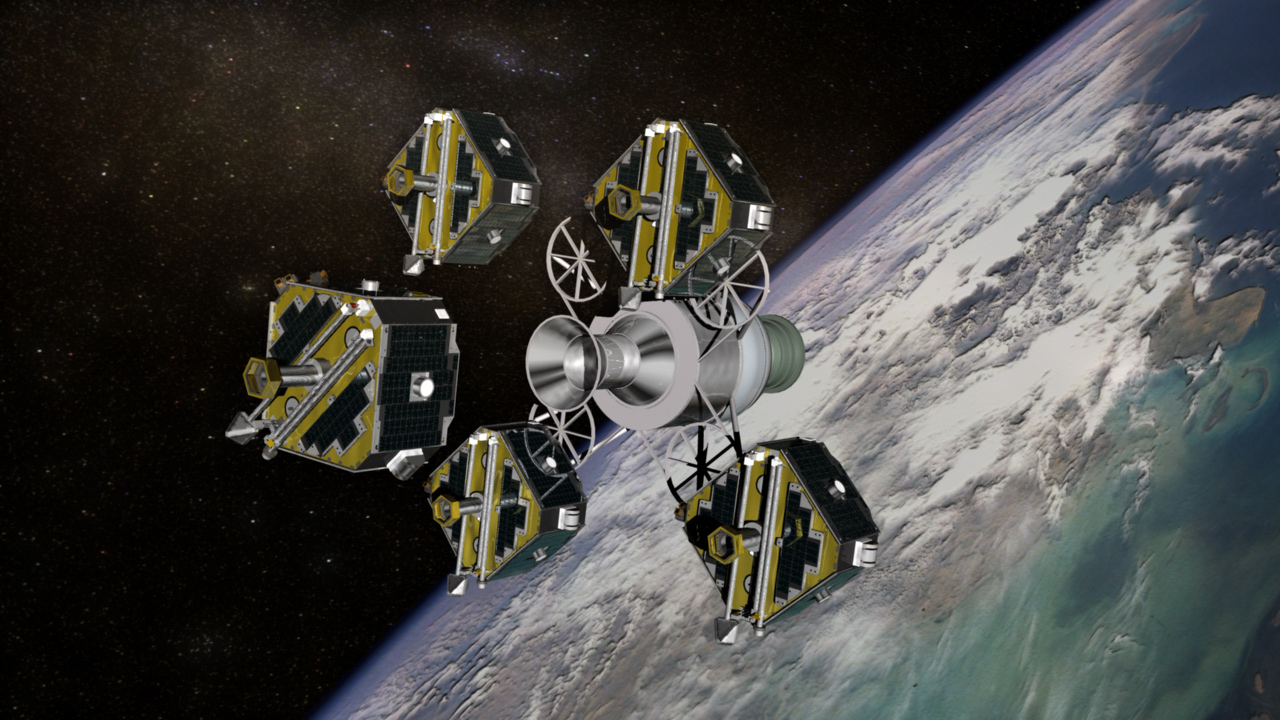
Vypuštění sond THEMIS, představa umělce.

Hlavním úkolem družic je výzkum proměnných jevů v zemské magnetosféře, souvisejících zejména s vlivem sluneční aktivity a jejich vlivu na procesy ve vysoké atmosféře, zejména související se vznikem a vývojem polárních září a následných elektrických bouří, ovlivňujících pozemní telekomunikace a energetické distribuční sítě. Pozorování z družic jsou koordinována s pozemními experimenty, zejména sledování polárních září celooblohovými kamerami ASI (All-Sky Imager) se současnou registrací změn zemského magnetického pole magnetometry GMAG (Ground-Based Magnetometer) nejméně 20 stanicemi na území Kanady a severních států USA.

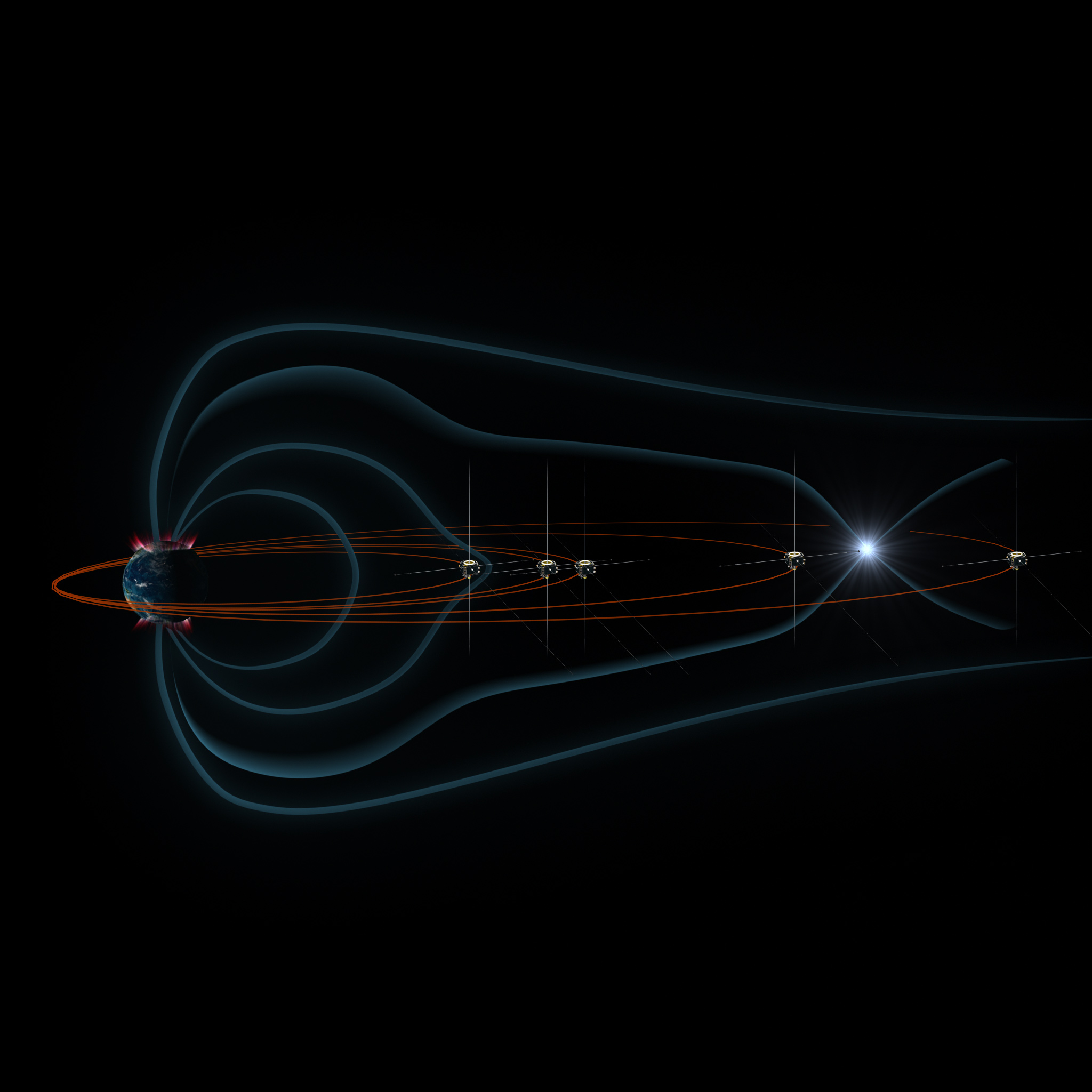
Umístění družic v magnetickém ohonu během měření.

Start se konal 17. února 2007 na startovacím komplexu 17B na Mysu Canaveral. Všech pět sond bylo vyneseno raketou Delta II v konfiguraci 7925-10, tedy třístupňová verze s devíti pomocnými raketami na tuhé pohonné látky. Po oddělení posledního stupně rakety byly družice uvolněny a zahájily přesun na požadované dráhy. Dráhy byly nastaveny tak, aby se při měření družice nacházely v různých výškách v magnetickém ohonu zemské magnetosféry (viz obrázek).
|             | THEMIS A  | THEMIS B   | THEMIS C   | THEMIS D  | THEMIS E  |
| ----------- | --------- | ---------- | ---------- | --------- | --------- |
| COSPAR      | 2007-004A | 2007-004B  | 2007-004C  | 2007-004D | 2007-004E |
| Apogeum     | 76 106 km | 353 875 km | 241 270 km | 67 419 km | 67408 km  |
| Perigeum    | 3393 km   | 50313 km   | 5600 km    | 4145 km   | 4159 km   |
| Sklon dráhy | 8,99°     | 59,30°     | 7,12°      | 3,72°     | 4,28°     |
| Doba oběhu  | 1643 min  | 15788 min  | 7757 min   | 1435 min  | 1435 min  |

První měření byla provedena 4. prosince 2007, kdy družice zaujaly požadovanou konstelaci v magnetickém ohonu zemské magnetosféry. Pro začátek měření byl vybrán prosinec, neboť díky delším zimním nocím na severní polokouli bylo možno provádět delší pozorování z pozemních stanic. Vědci tak měli možnost porovnat měření z družic a pozemních stanic za delší období. Noční měření také znamenají, že udaje z pozemních magnetometrů nejsou rušeny nabitými částicemi ze Slunce.
Během pohybu po svých drahách vystřídají družice několik konstelací. Před fází měření v magnetickém ohonu jsou družice v pozici na východní straně magnetosféry. Tento stav se nazývá Dawn Phase. Poté následuje již zmíněná fáze měření nazývaná Tail Science Phase kdy se všechny družice se nachází v řadě a jejich apogea jsou v magnetickém ohonu. Poté následuje fáze, kdy se apogea všech družic nachází na západní straně magnetosféry, tato fáze se nazývá Dusk Phase nebo Radiation Belt Science Phase. Poslední fází je takzvaná Dayside Science Phase, kdy jsou všechny družice v apogeech svých drah na osvětlené straně. Hlavní fáze měření v magnetickém ohonu se opakuje každé čtyři dny.

## Prodloužená mise
V květnu 2008 rozhodla NASA o prodloužení mise THEMIS do roku 2012. Podle plánu budou dvě družice navedeny na selenocentrickou oběžnou dráhu (oběžná dráha Měsíce), odkud bude probíhat další pozorování zemské magnetosféry a dále bude sledována interakce Měsíce se slunečním větrem. Přesun k Měsíci zahájila jako první THEMIS B v červenci 2009 a podle plánu dosáhne jeho oběžné dráhy v říjnu 2010.